# トゥグルグ
トゥグルグ（Tugrik, モンゴル語: төгрөг, ᠲᠥᠭᠦᠷᠢᠭ）は、モンゴル国の通貨単位である。国際通貨コード (ISO 4217) はMNT。トゥグルク、トゥグリクとも。また、単位記号（シンボル）は「₮」（Tに斜線二本を引いた記号）。トゥグルグはモンゴル語で「丸い」を意味し、近現代の東アジア各国で通貨単位として用いられている「圓」（円）と同義である。補助通貨としてムング (möngö, мөнгө,ᠮᠥᠩᠭᠦ) があるが、実際には殆ど使用されない。
なお、モンゴル人民共和国時代はソビエト連邦ルーブルと等価であった。

## 概要

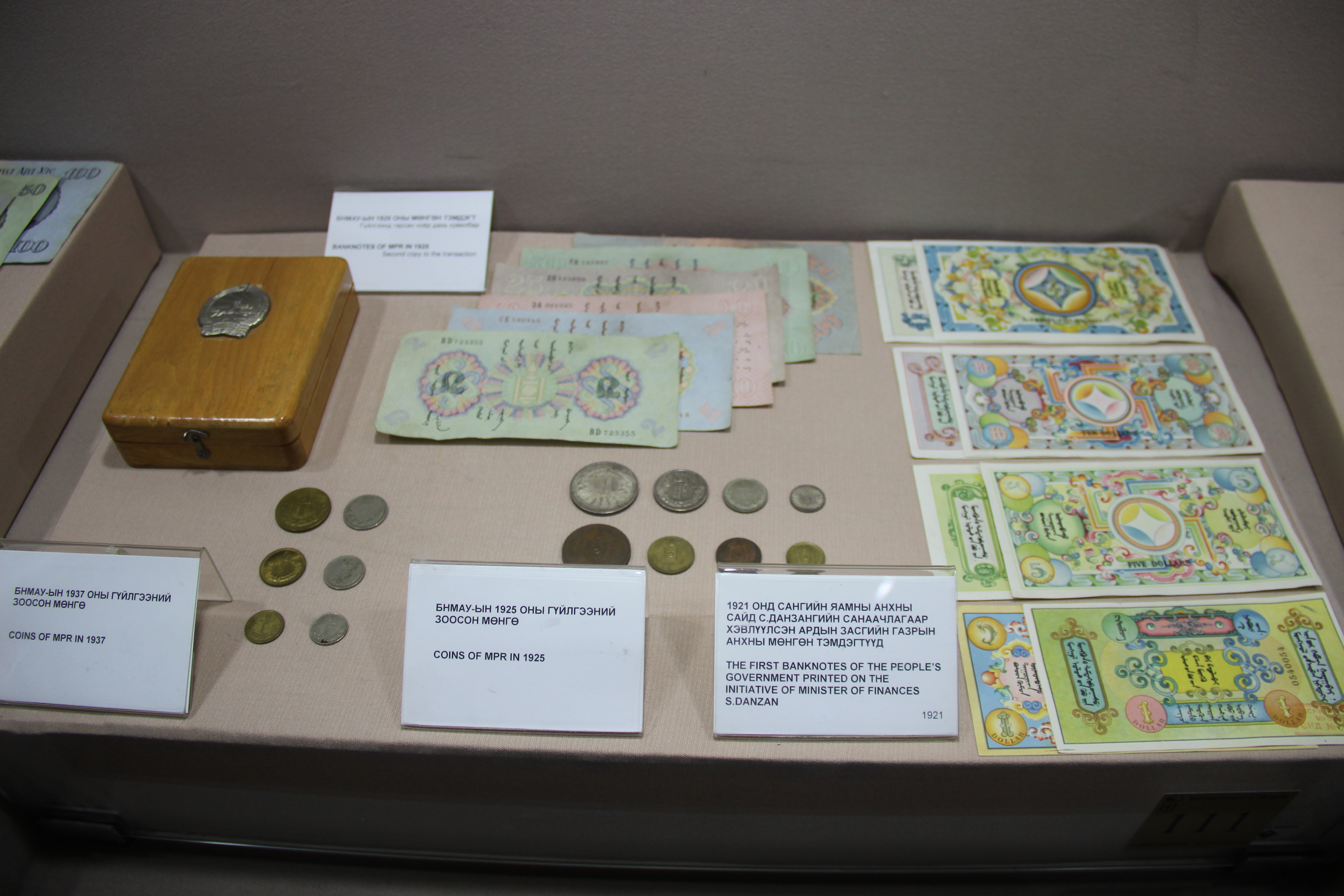
モンゴル国立博物館の社会主義時代のトゥグルグ。

モンゴルでは1911年の独立宣言以降も、中国製の円銀、中国・ロシア・ドイツ・イギリス製の銀両（1両=37.3g）、ロシア・ルーブル、米ドルなどが流通していた。人民革命党政権は1924年6月にモンゴル商工業銀行を設立、翌1925年2月、国家貨幣トゥグルク（1トゥグルク=純銀18g）の発行を決定、1tg、2tg、5tg、10tgの計600万トゥグルク分の紙幣をソビエト連邦に発注、同年12月9日より流通が開始された。1トゥグルク銀貨は40万枚発行され、量目19.9957g、で90%の銀品位であった。
翌年1927年1月1日を期して、すべての財政報告、予算、再出入をトゥグルクで算出する決定がなされ、1928年4月1日より、トゥグルクが国内流通する唯一の通貨と定められ、同月13日、トゥグルクの交換価値を強化すべく、金本位制が導入された。
貨幣はソビエト連邦のレニングラード（現: サンクトペテルブルク）で製造され、当初はモンゴル文字で表記されていたが、1941年のソ連民族主義否定政策によりキリル文字をモンゴル語の表記に用いるものとされ、1946年からはモンゴルの貨幣もキリル文字表記となった。1989年のソビエト連邦崩壊後、1994年から貨幣の表面にモンゴル文字が復活し、裏面にキリル文字が表記されるようになった。

## 紙幣
トゥグルグ紙幣はモンゴル人民共和国時代（1992年まで）はソビエト連邦ルーブルとよく似ていた。色、全体のデザイン、1トゥグルグから100トゥグルグまでの額面設定なども共通であった。当時はソビエト連邦で印刷されていたが、1993年版以降はイギリスにて印刷されている。

### 現在の紙幣（1993年版）
| 1993年版シリーズ | 1993年版シリーズ | 1993年版シリーズ | 1993年版シリーズ | 1993年版シリーズ | 1993年版シリーズ                           | 1993年版シリーズ                           | 1993年版シリーズ | 1993年版シリーズ                       | 1993年版シリーズ                                       |
| 画像             | 画像             | 額面             | 寸法             | 主要色           | デザイン                                   | デザイン                                   | デザイン         | 発行                                   | 備考                                                   |
| 表               | 裏               | 額面             | 寸法             | 主要色           | 表                                         | 裏                                         | 透かし           | 発行                                   | 備考                                                   |
| ---------------- | ---------------- | ---------------- | ---------------- | ---------------- | ------------------------------------------ | ------------------------------------------ | ---------------- | -------------------------------------- | ------------------------------------------------------ |
|                  |                  | 10ムング         | 45x90mm          | ピンク           | ソヨンボ; モンゴル弓道                     | モンゴル弓道                               | なし             | 1993年                                 | 現在ではほとんど流通していない。収集用には豊富に存在。 |
|                  |                  | 20ムング         | 45x90mm          | 黄茶             | ソヨンボ; モンゴル相撲                     | モンゴル相撲                               | なし             | 1993年                                 | 現在ではほとんど流通していない。収集用には豊富に存在。 |
|                  |                  | 50ムング         | 45x90mm          | 緑青             | ソヨンボ; モンゴル馬術                     | モンゴル馬術                               | なし             | 1993年                                 | 現在ではほとんど流通していない。収集用には豊富に存在。 |
|                  |                  | 1トゥグルグ      | 115x57mm         | 黄茶             | ライオン                                   | ソヨンボ                                   | チンギス・カン   | 1993年、2008年                         | 現在ではほとんど流通していない。収集用には豊富に存在。 |
|                  |                  | 5トゥグルグ      | 120x60mm         | オレンジ         | ダムディン・スフバートル、ソヨンボ、パイザ | 草原・山岳風景と草を食む馬                 | チンギス・カン   | 1993年、2008年                         | 現在ではほとんど流通していない。主に銀行のみで使用。   |
|                  |                  | 10トゥグルグ     | 125x61mm         | 緑               | ダムディン・スフバートル、ソヨンボ、パイザ | 草原・山岳風景と草を食む馬                 | チンギス・カン   | 1993年、2002年、2013年                 | 市中で通常流通している最小額の紙幣。                   |
|                  |                  | 20トゥグルグ     | 130x65mm         | 赤紫             | ダムディン・スフバートル、ソヨンボ、パイザ | 草原・山岳風景と草を食む馬                 | チンギス・カン   | 1993年、2002年、2013年                 |                                                        |
|                  |                  | 50トゥグルグ     | 135x66mm         | 茶               | ダムディン・スフバートル、ソヨンボ、パイザ | 草原・山岳風景と草を食む馬                 | チンギス・カン   | 1993年、2000年、2013年                 |                                                        |
|                  |                  | 100トゥグルグ    | 140x68mm         | 紫               | ダムディン・スフバートル、ソヨンボ、パイザ | 草原・山岳風景と草を食む馬                 | チンギス・カン   | 1993年、2000年、2013年                 |                                                        |
|                  |                  | 500トゥグルグ    | 145x70mm         | 緑               | チンギス・カン、ソヨンボ、パイザ           | 移動中のオルド（移動宮殿）                 | チンギス・カン   | 1993年、1997年、2000年、2003年、2013年 |                                                        |
|                  |                  | 1000トゥグルグ   | 150x72mm         | 青               | チンギス・カン、ソヨンボ、パイザ           | 移動中のオルド（移動宮殿）                 | チンギス・カン   | 1993年、1997年、2003年、2013年         |                                                        |
|                  |                  | 5000トゥグルグ   | 150x72mm         | ピンク・紫       | チンギス・カン、ソヨンボ、パイザ           | カラコルム宮殿広場の木の形をした飲用水井戸 | チンギス・カン   | 1994年、2003年、2013年                 |                                                        |
|                  |                  | 10,000トゥグルグ | 150x72mm         | オレンジ         | チンギス・カン、ソヨンボ、パイザ           | カラコルム宮殿広場の木の形をした飲用水井戸 | チンギス・カン   | 1995年、2002年、2014年                 |                                                        |
|                  |                  | 20,000トゥグルグ |                  | ライム色・紫     | チンギス・カン、ソヨンボ、パイザ           | キプチャク・ハン国の九旒の白旗（纛）       | チンギス・カン   | 2006年、2013年                         |                                                        |

## 符号位置
| 記号 | Unicode | JIS X 0213 | 文字参照         | 名称       |
| ---- | ------- | ---------- | ---------------- | ---------- |
| ₮    | U+20AE  | -          | &#x20AE; &#8366; | トゥグルグ |